# Hal Roach

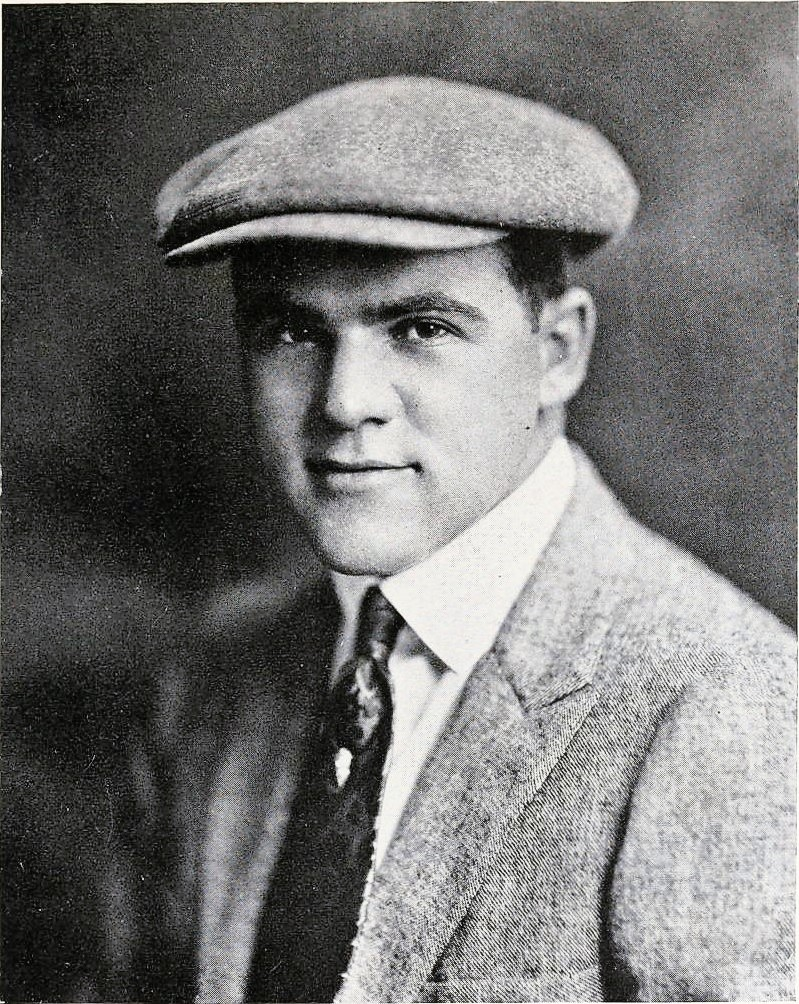
Hal Roach (1920)

Hal Roach senior (* 14. Januar 1892 in Elmira, New York; † 2. November 1992 in Los Angeles, Kalifornien) war ein US-amerikanischer Filmproduzent, Regisseur und Drehbuchautor.
Als Chef der in Culver City angesiedelten Hal Roach Studios produzierte er von den 1910er Jahren bis in die 1960er Jahre über 1.200 Filme und Fernsehsendungen, fast ausschließlich Komödien. Den Durchbruch bescherten ihm die Kurzfilme mit Harold Lloyd, später produzierte er bekannte Filmreihen wie die mit Laurel und Hardy oder den Kleinen Strolchen. Roachs Filme wurden von 1915 bis 1927 von Pathé Exchange in den Kinos vertrieben, anschließend von Metro-Goldwyn-Mayer und ab 1938 von United Artists. Die Hal Roach Studios wurden auch als Hollywoods Laugh Factory (dt.: „Lachfabrik“) bzw. häufiger noch als The Lot of Fun (Wortspiel: Riesenspaß/Spaß-Grundstück) bezeichnet. Für sein Lebenswerk wurde Roach 1984 mit einem Ehrenoscar und 1992 mit der Berlinale Kamera ausgezeichnet.

## Leben

### Frühes Leben und Durchbruch
Hal Roach wurde nahe New York in eine irischstämmige Familie geboren. Quer durch die USA betätigte er sich zunächst in den unterschiedlichsten Berufen, vom Goldsucher in Alaska bis zum Lastwagenfahrer. Schließlich kam er 1912 nach Hollywood, dem damals noch jungen Zentrum der US-Filmindustrie, wo er als Statist in Filmen auftrat. Allerdings ahnte er bereits nach wenigen Filmen, dass er als Schauspieler kaum erfolgreich sein würde. Stattdessen sammelte er eine Weile als Filmassistent Erfahrung hinter der Kamera. Eine Erbschaft von 3000 Dollar ermöglichte es ihm schließlich, mit dem Geschäftspartner Dan Linthicum 1914 sein eigenes Filmstudio zu gründen. Die Firma Rolin (Roach/Linthicum) verließ sich ganz auf Roachs guten Freund Harold Lloyd als Hauptdarsteller, dieser hatte mit den Kurzfilmkomödien um die Figur Willie Work allerdings keinen kommerziellen Erfolg.
Ab 1915 spielte Lloyd die Figur des Lonesome Luke, wie die vorhergehende Kreation eine der vielen Chaplin-Kopien der damaligen Zeit, und man fing an, schwarze Zahlen zu schreiben. Doch erst als Lloyd und Roach eine eigenständige Figur entwickelten – den draufgängerischen Abenteurer mit kreisrunder Hornbrille, einem Strohhut und dem konventionellen Anzug eines jungen Angestellten – sollte der große Erfolg auf sie zukommen. Als regelmäßige Mitwirkende der Lloyd-Komödien wurden auch Bebe Daniels und Snub Pollard zu frühen Stars des Studios. Der zweite Komiker nach Lloyd, der seine eigene Kurzfilmreihe bei Roach bekam, war 1918 Toto the Clown, der eigentlich Armando Novello hieß. Dieser gab dem Produzenten jedoch bald den Laufpass, so dass zwecks Vertragserfüllung mit dem Filmverleih Pathé die letzten fünf Einakter mit dem noch weitgehend unbekannten Komiker Stan Laurel gedreht wurden. Bei seinen frühen Filmen war Roach neben seiner Arbeit als Produzent auch oftmals als Regisseur oder Drehbuchautor beteiligt. In späteren Jahren führte er nur noch gelegentlich Regie, etwa bei größeren Filmprojekten wie Hände hoch – oder nicht (1933).

### Erfolge mit den Hal Roach Studios

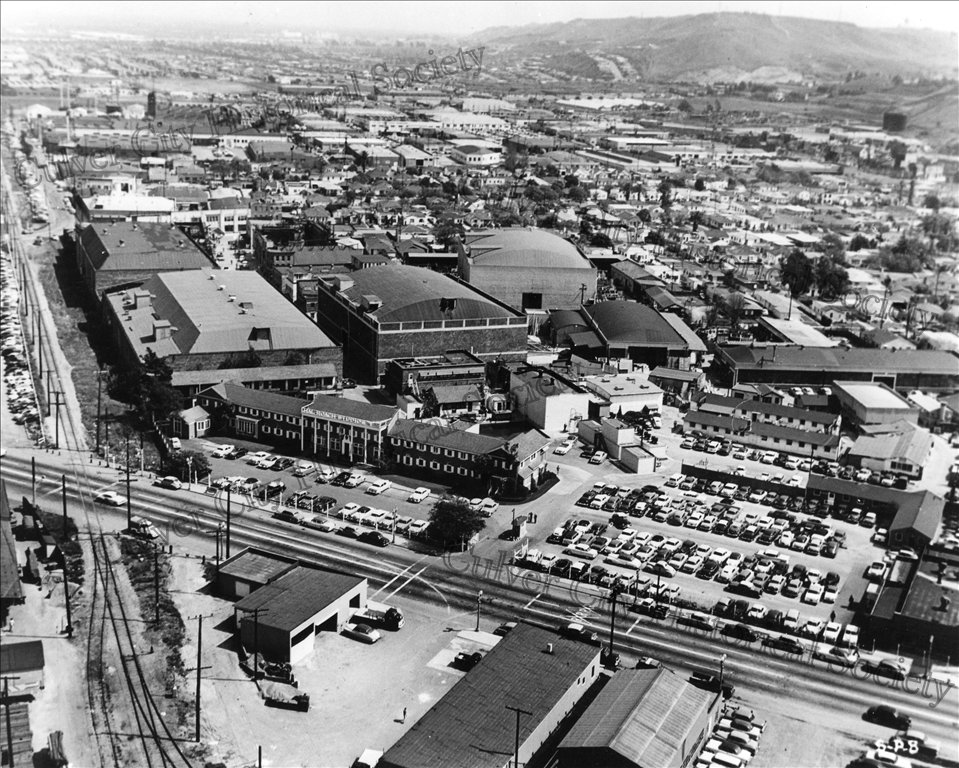
Die Hal Roach Studios im Jahr 1959

1919 baute Roach seine 58.680 m² großen Hal Roach Studios (mit denen zugleich der Name Rolin hinfällig wurde) auf einem Gelände in Culver City. Die Länge der Lloyd-Filme verdoppelte sich von Einaktern zu Zweiaktern, bis 1922 der erste Langfilm Großmutters Liebling herauskam. Mit Ausgerechnet Wolkenkratzer! feierten Roach und Lloyd 1923 ihren bis dahin größten Erfolg und Roach konnte seinen langjährigen Konkurrenten, den Comedy-Produzenten Mack Sennett, übertrumpfen. Harold Lloyd war zu diesem Zeitpunkt zum kassenträchtigsten Komiker der Stummfilmzeit neben Charlie Chaplin aufgestiegen. Noch im selben Jahr verließ er die Hal Roach Studios, um eigenständiger arbeiten zu können, dennoch blieben er und Roach bis zu Lloyds Tod im Jahre 1971 gute Freunde. In der Stummfilmzeit drehten weitere bekannte Komiker wie Stan Laurel (solo), Snub Pollard, Will Rogers, die Brüder James Parrott und Charley Chase, James Finlayson, Max Davidson und Mabel Normand bei Hal Roach ihre Filme; zu den Roach-Stars der Tonfilmzeit zählten Chase, Harry Langdon, Thelma Todd, ZaSu Pitts und Patsy Kelly. Aber nicht nur Menschen kamen in Roachs Filmen zum Einsatz, er ließ auch eine Reihe von Tierfilm-Komödien drehen (The Dippy-Doo-Dads, Rex the Wonder Horse).
Berühmt wurden insbesondere Die kleinen Strolche, welche ab 1922 in den Kinos Erfolge verzeichnen konnten. Roach hatte die Idee für die Filmserie 1921, als er Kinder vor seinem Studio beobachtete, die sich um ein Stück Holz stritten. Roach und seinem Regisseur Robert F. McGowan war es bei den Kleinen Strolchen wichtig, ein natürlicheres und kein – wie sonst üblich – gekünsteltes Verhalten der Kinder einzufangen. Er ließ in der Serie afroamerikanische Kinder mit weißen Kindern spielen, was zu vielen Beschwerden und Protesten der Zuschauer führte.
1927 fiel Roach auf, dass die Schauspieler Stan Laurel und Oliver Hardy auf der Leinwand gut miteinander harmonierten. Er brachte deshalb die beiden als trotteliges Duo Laurel und Hardy („Dick und Doof“) zusammen. Bald wurden diese zu dem wohl erfolgreichsten Komikerduo der Filmgeschichte und übten mit ihren berühmten Gags großen Einfluss auf spätere Komiker aus. Roach ließ Stan Laurel, dem kreativen Kopf des Duos, viel Freiraum, und Laurel war nicht nur Schauspieler, sondern häufig auch Co-Regisseur, Drehbuchautor und Co-Produzent seiner Filme – allerdings ohne je in den Credits dafür erwähnt zu werden. 1932 brachten Laurel und Hardy mit dem Kurzfilm Der zermürbende Klaviertransport Roach den ersten Oscar ein. Einen zweiten Oscar erhielt er 1937 für die Komödie Bored of Education mit den Kleinen Strolchen.
Durch den veränderten Publikumsgeschmack musste Roach, welcher zuvor hauptsächlich Kurzfilme gedreht hatte, sich Mitte der 1930er-Jahre auf Langfilme umstellen. Der letzte Kurzfilm mit Laurel und Hardy wurde 1935 gedreht, während Charley Chase im Folgejahr gleich seinen Hut nehmen musste. Als der Langfilm General Spanky (1936) mit den Kleinen Strolchen floppte, verkaufte Roach die Reihe Ende der 1930er-Jahre an MGM, da auch die Kurzfilme der Kleinen Strolche kaum mehr profitabel waren. 1940 verließen Laurel und Hardy die Studios nach dem Film Auf hoher See, weil es ab Mitte der 1930er-Jahre immer wieder zu künstlerischen Differenzen zwischen Roach und Stan Laurel gekommen war. Statt Komikern setzte Roach nun vor allem auf populäre Filmstars wie Cary Grant, welcher 1937 in der Komödie Topper – Das blonde Gespenst einen Geist spielte. Er produzierte nun ebenfalls einige Filme außerhalb des Komödiengenres, etwa den Abenteuerfilm Tumak, der Herr des Urwalds (1940) mit Victor Mature sowie das Drama Von Mäusen und Menschen (1939) mit Burgess Meredith und Lon Chaney junior. Ab 1941 produzierte Roach etliche Komödien von jeweils etwa einer Dreiviertelstunde Laufzeit, die ausdrücklich als Teil von Double Features konzipiert waren. Roach nannte diese Filme, die weder echte Lang- noch Kurzfilme waren, „Streamliner“; der erste davon, Tanks a Million, war gleichzeitig der Auftakt zu einer Reihe von Militärklamotten mit William Tracy und Joe Sawyer.
1937 hatte Roach geplant, mit Vittorio Mussolini – dem Sohn des italienischen Diktators Benito Mussolini – eine Produktionsfirma namens „R.A.M“ (Roach and Mussolini) zu gründen. Erst als seine Geschäftspartner gegen diese Verbindung protestierten, gab er den Plan auf. Seine Tochter verteidigte ihren Vater später, dass dieser politisch keineswegs faschistisch eingestellt, vielmehr politisch desinteressiert gewesen sei, sodass er wenig Ahnung von den Machenschaften Mussolinis hatte. Im Zweiten Weltkrieg wurde Roach Mitglied des United States Army Signal Corps und stellte seine Hal Roach Studios ab 1943 als Gelände für die US-Armee zur Verfügung, wo nun eine Reihe von Propaganda- und Militärfilmen gedreht wurden. Zuvor hatte Roach auch Komödien produziert, die das NS-Regime und seine Verbündeten wie Mussolini als trottelige Idioten veralberten, angefangen mit dem „Streamliner“ The Devil with Hitler (1942).
Nach dem Zweiten Weltkrieg konnte Roach zunächst nicht an seine alten Erfolge anknüpfen. Seine ersten Nachkriegs-Filme, die ab 1947 herauskamen, wurden zu finanziellen Misserfolgen, auch weil er als erster Produzent alle seine Filme in (damals noch kostspieliger) Farbe drehte. Zur Rettung kam ihm schließlich das Fernsehen, welches er als einer der ersten für sich entdeckte. Er produzierte zahlreiche beliebte Fernsehcomedy-Serien, unter anderem die Abbott-und-Costello-Show, und verhalf in seinen Fernsehsendungen sogar dem vergessenen Buster Keaton zu einem Comeback. Schon im Jahre 1951 produzierte er rund 1500 Stunden Fernsehen, auch weil er auf alte Erfolgsfilme mit Laurel und Hardy sowie den Kleinen Strolchen zurückgreifen konnte, die es im Fernsehen zu neuer Popularität brachten.

### Späteres Leben
1955 übergab Roach die Studioleitung seinem Sohn Hal Roach Jr. (1918–1972), der jedoch nicht das Finanztalent seines Vaters hatte. Die großen Pläne von Roach Jr. schlugen allesamt fehl und er verlor das Studio an die Gläubiger. Nachdem 1961 der letzte Film abgedreht war, wurden die Hal Roach Studios im Sommer abgerissen, um neuen Geschäftsgebäuden Platz zu machen.
Als eingetragene Firma existieren die Hal Roach Studios heute noch weiter, vor allem als Rechteverwerter am alten Filmarchiv. Von diesen Rechten konnte Hal Roach senior im Alter finanziell gut leben. Insgesamt hatte er bis 1966 über 1200 Film- und Fernsehsendungen produziert. Im hohen Alter gab er als einer der letzten Zeitzeugen der Anfangszeit Hollywoods zahlreiche Interviews. Er besuchte Talkshows wie die Late Night with David Letterman und die Tonight Show. Er hatte ebenfalls als einer der ersten die Idee für Pay-TV, verwirklichte sie aber nicht selbst. 1984 bekam er von George McFarland und Jackie Cooper den Ehrenoscar verliehen. Als Hundertjähriger, wenige Monate vor seinem Tod, besuchte Roach als Ehrengast die Berlinale 1992 und erhielt eine Berlinale Kamera.

### Privatleben und Tod

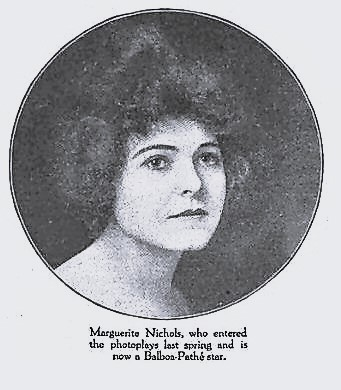
Roachs erste Ehefrau Marguerite Nichols (1916)

Hal Roach war zweimal verheiratet. Seine erste Ehe mit der Schauspielerin Marguerite Nichols (* 1896) dauerte von 1915 bis zu ihrem Tod im Jahre 1941. Das Paar hatte zwei Kinder. Von 1942 bis zu ihrem Tod 1981 war Roach mit der Sekretärin Lucille Prin (1913–1981) verheiratet, mit der er vier Kinder hatte. Roach überlebte drei seiner sechs Kinder. Er verstarb 1992, zwei Monate vor seinem 101. Geburtstag, infolge einer Lungenentzündung. Er wurde auf dem Woodlawn Cemetery in seinem Heimatort Elmira begraben.

## Arbeitsweise in den Hal Roach Studios
Im Vergleich zu anderen Hollywoodstudios ließ Roach seinen Komikern viel Freiraum, damit diese ihre Talente und ihre Kreativität frei entfalten konnten. Sie durften sich zum Beispiel als Gagschreiber und Drehbuchautoren bei ihren Filmen beteiligen, wovon vor allem Harold Lloyd, Stan Laurel und Charley Chase intensiv Gebrauch machten und so auch hinter der Kamera Anteil am Erfolg ihrer Filme hatten.
Roach setzte bei seinen Filmen insbesondere auf den Einsatz von Slapstick, weil er diesen als universell witzigen Humor betrachtete, jedoch waren ihm auch Story und psychologische Stimmigkeit wichtig. Aus diesem Grunde betrachtete er nach eigener Aussage auch nicht Mack Sennett, den König des reinen Slapsticks, als seinen größten Konkurrenten, sondern Al Christie.
Gleichzeitig achtete Roach aber auch darauf, dass die Filme kommerziell erfolgreich waren, auch weil seine Filmbudgets im Vergleich zu denen der großen Hollywoodstudios immer eher begrenzt waren. In dem kleinen Studio vertraute Roach meist auf dieselben Autoren (u. a. H. M. Walker, Leo McCarey), Regisseure (u. a. Leo McCarey, Robert F. McGowan, Charley Chase, James „Paul“ Parrott, Alf Goulding, James W. Horne, Gordon Douglas), Kameramänner (u. a. George Stevens, Art Lloyd), Filmeditoren (u. a. Richard C. Currier) und Filmkomponisten (Leroy Shield, Marvin Hatley). Auch viele Nebendarsteller drehten regelmäßig oder fast exklusiv für Roach, zum Beispiel James Finlayson, Charlie Hall, Noah Young, Sammy Brooks, Baldwin Cooke oder Harry Bernard.

## Filmografie (Auswahl)

### Produktion (Auswahl)
Mit Harold Lloyd
- 1917: Move On
- 1920: His Royal Slyness
- 1921: Matrose wider Willen (A Sailor-Made Man)
- 1921: Nur nicht schwach werden (Never Weaken)
- 1922: Großmutters Liebling (Grandma’s Boy)
- 1922: Dr. Jack
- 1923: Ausgerechnet Wolkenkratzer! (Safety Last!)
- 1923: Lieber krank als sorgenfrei (Why Worry?)

Mit Laurel und Hardy
- 1926: Diese Dame ist ein Kerl (45 Minutes from Hollywood)
- 1927: Hut ab! (Hats Off!)
- 1927: Das Haus der tausend Freuden (Call of the Cuckoo)
- 1927: Leichte Beute (Duck Soup)
- 1927: Slipping Wives
- 1927: Flying Elephants
- 1927: Sugar Daddies
- 1927: The Second Hundred Years
- 1927: Why Girls Love Sailors
- 1927: With Love And Hisses
- 1927: Hosen für Philip (Putting Paints on Philip)
- 1927: Love ’Em and Weep
- 1928: Zwei Matrosen (Two Tars)
- 1928: Das unfertige Fertighaus (The Finishing Touch)
- 1928: Der beleidigte Bläser
- 1928: Their Purple Moment
- 1928: Early To Bed
- 1928: Laurel und Hardy: Habeas Corpus
- 1928: Im Strudel der Gosse (We Faw Down)
- 1928: Von der Suppe zum Dessert (From Soup to Nuts)
- 1929: Die Sache mit der Hose (Liberty)
- 1929: Der Gaul auf dem Klavier (Wrong Again)
- 1929: Das ist meine Frau (That’s my Wife)
- 1929: Der Prinz im Fahrstuhlschacht (Double Whoopee)
- 1929: Laurel und Hardy: Berth Marks
- 1929: Das feuchte Hotelbett (They Go Boom)
- 1929: Als Matrosen (Men O'War)
- 1929: Eine Landpartie (Perfect Day)
- 1929: Das große Geschäft (Big Business)
- 1929: Schnorrer (Bacon Grabbers)
- 1929: Die brennende Nachbarin (Unaccustomed As We Are)
- 1929: Unschuldig hinter Gittern (The Hoose-Gow)
- 1929: Kuschel-Liebe (Angora Love)
- 1930: Glückliche Kindheit (Brats)
- 1930: Unter Null (Below Zero)
- 1930: Panik auf der Leiter (Hog Wild)
- 1930: Gib mir den Hammer (Night Owls)
- 1930: Wohnungsagenten (Another Fine Mess)
- 1930: Angeheitert (Blotto)
- 1930: Ohne Furcht und Tadel (The Laurel and Hardy Murder Case)
- 1931: Sei groß! (Be Big)
- 1931: Die Dame auf der Schulter (Chickens Come Home)
- 1931: Die Braut wird geklaut (Our Wife)
- 1931: Retter in der Not (One Good Turn)
- 1931: Hosen runter (Come Clean)
- 1931: Hinter Schloss und Riegel (Pardon Us)
- 1931: Alle Hunde lieben Stan (Laughing Gravy)
- 1931: In der Wüste (Beau Hunks)
- 1932: Hilfreiche Hände (Helpmates)
- 1932: The Devil’s Brother
- 1932: Als Mitgiftjäger (Me and My Pal)
- 1932: Frischer Fisch (Towed in a Hole)
- 1932: Gelächter in der Nacht (Scram!)
- 1932: Im Krankenhaus (County Hospital)
- 1932: Gehen vor Anker (Any Old Port!)
- 1932: Die Teufelsbrüder (Pack Up Your Troubles)
- 1932: Der zermürbende Klaviertransport (The Music Box)
- 1932: Dick und Doof adoptieren ein Kind (Their First Mistake)
- 1933: Dick und Doof als Ehemänner (Twice Two)
- 1933: Dick und Doof als Polizisten (The Midnight Patrol)
- 1933: Die Wüstensöhne (Sons of the Desert)
- 1933: Männer im Schornstein (Dirty Work)
- 1933: Am Rande der Kreissäge (Busy Bodies)
- 1934: Der große Fang (Going Bye Bye)
- 1934: Jene fernen Berge (Them thar Hills)
- 1934: Dick und Doof auf Freiersfüßen (Oliver the Eighth)
- 1934: Rache ist süß (Babes in Toyland)
- 1934: Das Geisterschiff (The Live Ghost)
- 1935: Dick und Doof als Scheidungsgrund (The Fixer Uppers)
- 1935: Die besudelte Ehre (Tit for Tat)
- 1935: Wir sind vom schottischen Infanterie-Regiment (Bonnie Scotland)
- 1935: Zum Nachtisch weiche Birne (Thicker than Water)
- 1936: On The Wrong Trek
- 1936: Das Mädel aus dem Böhmerwald (The Bohemian Girl)
- 1936: Die Doppelgänger (Our Relations)
- 1937: Zwei ritten nach Texas (Way out West)
- 1938: Als Salontiroler (Swiss Miss)
- 1938: Die Klotzköpfe (Blockheads)
- 1940: In Oxford (A Chump At Oxford)
- 1940: Auf hoher See (Saps at Sea)

Mit den Kleinen Strolchen
- 1930: Pups Is Pups
- 1930: Teacher’s Pet
- 1932: Birthday Blues
- 1933: Mush and Milk
- 1933: Wild Poses
- 1936: General Spanky
- 1936: Bored of Education

Weitere Filmen
- 1925: Ist das Leben nicht schrecklich? (Isn’t Life Terrible?)
- 1937: Sternschnuppen (Pick a Star)
- 1937: Topper – Das blonde Gespenst (Topper)
- 1938: Millionärin auf Abwegen (There Goes My Heart)
- 1938: Uns geht’s ja prächtig (Merrily We Live)
- 1939: Kettensträfling in Australien (Captain Fury)
- 1939: Zenobia, der Jahrmarktselefant (Zenobia)
- 1941: All-American Co-Ed
- 1942: Flying with Music

### Regie (ebenfalls Produktion)
- 1920: His Royal Slyness
- 1931: On The Loose
- 1932: Hände hoch – oder nicht (The Devil’s Brother)
- 1940: Tumak, der Herr des Urwalds (One Million B. C.)

## Auszeichnungen
- 1932 – Oscar für Bester Kurzfilm: Der zermürbende Klaviertransport mit Stan Laurel und Oliver Hardy
- 1936 – Nominierung für den Oscar für Bester Kurzfilm für Die besudelte Ehre mit Laurel und Hardy
- 1937 – Oscar für Bester Kurzfilm: Bored of Education (eine Folge der Serie Die kleinen Strolche)
- 1960 – Stern auf dem Hollywood Walk of Fame
- 1984 – Ehrenoscar für sein Lebenswerk
- 1990 – Goldener Laurel Award (Ehrenpreis für sein Lebenswerk)
- 1992 – Berlinale Kamera für sein Lebenswerk
- 1992 – DIVA-Award für sein Lebenswerk (postum) und damit ein Platz in der DIVA-Hall of Fame

## Filmische Rezeption über Roach
Über das Leben und Werk von Hal Roach, die Arbeitsweise in seinen Studios, seine Stars und Konkurrenten wurde 2014 von Autor und Regisseur Andreas Baum im Auftrag von ZDF/Arte die Dokumentation Hollywoods Spaßfabrik: Als die Bilder lachen lernten (englischer Titel: The Lot of Fun: Where the Movies Learned to Laugh) produziert. Sie zeigt neben zahlreichen Filmausschnitten viele unveröffentlichte Fotos, Dokumente und Interviews mit Hal Roach und Familienmitgliedern sowie mit Freunden und Komikern sowie seltene Privataufnahmen. Die Dokumentation ist auch als Director’s Cut mit Bonusmaterial auf DVD erhältlich.
In dem 2018 gedrehten Spielfilm Stan & Ollie wird Hal Roach von Danny Huston verkörpert.